# Geddes Report
Der Geddes-Report war ein im März 1966 vorgestellter Bericht zur Situation der britischen Schiffbauindustrie.

## Hintergründe
Nachdem die Zahl der Beschäftigten in der britischen Schiffbauindustrie von etwa 275.000 Ende der 1950er Jahre auf 220.000 Mitte der 1960er Jahre gefallen war und in vier Jahren weitere sieben britische Werften Konkurs anmelden mussten, wurde im Februar 1965 von der Labour-Regierung unter Wilson eine Untersuchungskommission unter der Führung von Reay Geddes gebildet, welche die Situation in der britischen Schiffbauindustrie untersuchen und Lösungsvorschläge zur Überwindung der Krise erarbeiten sollte.
Der im März 1966 vorgestellte Bericht stellte im Wesentlichen zwei Themenkomplexe heraus:
- Die kleinteilige britische Werftenstruktur mit ihrer geringen Kapitaldecke und mangelnden Vernetzung, welche durch ein Programm von Unternehmenszusammenschlüssen sowie vermehrte Zusammenarbeit zwischen den Werften verbessert werden sollte.
- Die Arbeitsweise der beteiligten Gewerkschaften, insbesondere ihre Fokussierung auf einzelne Berufe, statt auf Produktionszweige, welche durch eine Umstrukturierung und Verringerung der gewerkschaftsinternen Abgrenzungsstreitigkeiten, weniger Streiks, einfachere Tarifstrukturen und eine resultierende Flexibilisierung der Arbeit auf den britischen Werften erreicht werden sollte.

Die Vorschläge des Geddes-Berichts wurden bis in die 1970er Jahre zunächst durch weitreichende Unternehmenszusammenschlüsse britischer Werften umgesetzt. Die Organisation der involvierten Gewerkschaften wurde im Wesentlichen beibehalten und eine Verringerung der Streiks fand nicht statt. Die Entwicklung führte im Folgenden unter der Callaghan-Regierung zur Verstaatlichung aller maßgeblichen Werften in der British Shipbuilders Corporation in den Jahren 1977 bis 1983.